# Sperperiode (verkiezingen)
De sperperiode is in België een periode van enkele maanden voorafgaand aan staatkundige verkiezingen waarin er striktere regels gelden voor het bedrijven van politieke propaganda. De regels zijn bedoeld om ongewenste activiteiten van kandidaten en van politieke partijen in te tomen. Ook de communicatie van overheden is tijdens die sperperiode aan bijzondere bepalingen onderhevig. Dit om te voorkomen dat overheidscommunicatie wordt gebruikt “om het imago van een politicus of partij te beïnvloeden”. De regels zijn gebaseerd op de gedachte dat het bedrijven van propaganda buiten de sperperiode minder invloed heeft op het kiezersgedrag. Een andere beginsel is dat kandidaten zo veel mogelijk over dezelfde communicatiekracht moeten kunnen beschikken.

## Periode
| Europees Parlement + gemeenschaps- en gewestparlementen      | 4 maanden          |
| Kamer van volksvertegenwoordigers                            | 4 maanden          |
| Kamer van volksvertegenwoordigers (vervroegd)                | vanaf bekendmaking |
| Provincieraden, gemeenteraden en districtsraden (Vlaanderen) | vanaf 1 juli       |
| Gemeenteraden (Brussel)                                      | 3 maanden          |
| Provincieraden en gemeenteraden (Wallonië)                   | 3 maanden          |

De sperperiode werd geïntroduceerd bij wet van 4 juli 1989 voor nationale verkiezingen. Die voorzag een periode van drie maanden voorafgaand aan de verkiezingen; deze werd per 1 januari 2015 verlengd naar vier maanden. Bij vervroegde (buitengewone) verkiezingen, wanneer verkiezingen binnen een kortere termijn worden georganiseerd, start de periode op de dag dat het koninklijk besluit dat de verkiezingen uitschrijft in het Staatsblad verschijnt.
Voor de verkiezingen van het Europees Parlement en de gemeenschaps- en gewestparlementen, die op dezelfde dag vallen, werd bij twee wetten van 19 mei 1994 tevens een periode van drie en sinds 2015 vier, maanden ingesteld.

### Lokaal
Voor de verkiezingen van de provincieraden, gemeenteraden, districtsraden en rechtstreeks verkozen OCMW-raden werd bij wet van 7 juli 1994 ook een periode van drie maanden voorafgaand aan de verkiezingen ingesteld. Gezien de verkiezingen bij wet elke zes jaar op de tweede zondag van oktober vallen, vangt deze periode midden juli aan.
Sinds 2001 kunnen de gewesten de lokale verkiezingen zelf regelen. In Brussel en Wallonië geldt de wet van 1994 nog steeds. Wat Vlaanderen betreft werd deze wet afgeschaft bij decreet van 10 februari 2006 en vervangen door het decreet van 7 mei 2004, later door het Lokaal en Provinciaal Kiesdecreet van 8 juli 2011. Sinds de decreetswijziging van 3 juni 2016 begint de periode echter op een vaste dag, 1 juli (dus zo'n 3 en 1/2 maand) voorafgaand aan de verkiezingen. Voor de lokale verkiezingen van 14 oktober 2018 startte de periode dus op 1 juli 2018.

## Regels voor politici
Tijdens de sperperiode mogen de partijen, de lijsten of de kandidaten en ook derden die voor hen propaganda voeren:
- geen geschenken of gadgets verkopen of verspreiden
- geen commerciële telefooncampagnes voeren
- geen reclamespots uitzenden op radio, televisie of in de bioscoop
- geen gebruik maken van commerciële reclameborden of affiches
- geen gebruik maken van niet-commerciële reclameborden of affiches groter dan 4 m².

Ook gelden er bestedingsbeperkingen; het propagandabudget dat zij mogen inzetten is gelimiteerd. Het maximale bedrag verschilt per parlement en kieskring en wordt beïnvloed door de plaats van de kandidaat op de lijst.

## Regels voor de media
België kent geen overheidsregels om de vrijheid van de private media bij verkiezingen aan banden te leggen. Ook geldt er geen zogeheten pre-electorale stilte. De journalisten van de omroeporganisaties VRT en VTM onderwerpen zich wel aan zelfopgelegde eigen regels. Zo worden politici tijdens de sperperiode alleen nog toegelaten in nieuws- en verkiezingsprogramma's, niet in bijvoorbeeld spelprogramma's. Maar een vanuit het buitenland opererende commerciële omroep is niet aan dergelijke beperkingen onderhevig. De sperperiode geldt ook bij de verkiezingen van het Europees Parlement, waardoor er via buitenlandse media toch beïnvloeding mogelijk is. Voor de inzet van de sociale media tijdens de sperperiode bestaan geen regels: moet een politicus stoppen met twitteren? Mag hij of zij dan volgers of Facebookaanhangers werven of linken naar elders gehoste video’s? Mag een twitterende bestuurder een overheidsaccount gebruiken voor politieke doelen? Gelden voor de nieuwe media dezelfde campagnebeperkingen als voor telefonie? Een eenduidig antwoord op deze vragen is niet bekend.

## Overheidscommunicatie
Extra terughoudendheid is tijdens de sperperiode geboden bij voorlichtingscampagnes van de overheid, deze kunnen expliciet maar ook op subtiele wijze worden ingezet om aandacht te vragen voor de persoonlijke verdienste van een overheidsbestuurder. Tijdens de sperperiode zijn de geldende deontologische codes voor overheidscommunicatie aangescherpt. Het tonen van de persoonsnaam of van het portret van bijvoorbeeld een minister, gedeputeerde of burgemeester zou gebruikt kunnen worden om de kiezer gunstig te stemmen en is om die reden in overheidsmedia niet toegestaan: overheidsuitingen moeten ‘gedepersonaliseerd’ zijn. Doel van de sperperiode is dat ambtsdragers die ook verkiezingskandidaat zijn, de aan hun functie verbonden mogelijkheden en overheidsmiddelen niet zullen aanwenden voor hun persoonlijke gewin of voor dat van hun partij.

## Handhaving
De bewijsvoering tegen vermeende inbreuken is complex en de handhaving vertoont leemtes. Zo is het vaststellen van een imago even weerbarstig als het aantonen van een wijziging ervan. In Vlaanderen moet de ‘Controlecommissie voor de Regeringsmededelingen’ erop toezien dat overheidsmedia niet gebruikt worden om het imago te beïnvloeden van de Vlaamse regering of één of meer ministers of van een politieke partij. Zij kan ambtshalve optreden en na een klacht van een volksvertegenwoordiger. Klachten van kiezers worden niet genoemd. De sanctie bij overtreding is louter communicatief van aard: het gaat om ‘gemotiveerde blaam’. Het ligt niet vast dat de blaam reeds vóór de verkiezingsdag effectief moet zijn. Imagoschade als gevolg van deze publieke blaam kan dan hooguit een na-ijleffect hebben voor de overtreder en krijgt alleen herinneringswaarde bij de volgende verkiezingen als de overtreding flagrant was.